# Генеральний директорат розвідки Румунії
Генеральний директорат розвідки Румунії або Головне управління військової розвідки Румунії, Головне управління розвідки Міністерства оборони Румунії, Генеральний директорат розвідки Міністерства Оборони Румунії (рум. Direcția Generală de Informații a Apărării, DGIA) — це спецслужба Румунії, у підпорядкуванні Міністерства національної оборони Румунії.

## Історія
Відповідно Указу князя Александра Йоана Кузи в 1859 р. був організований «Інформаційний відділ II» у Міністерстві оборони Румунії та Генеральному штабі, яким безпосередньо і підпорядковувався. Ця інформативна структура працювала безперервно під різними іменами та в різних організаційних структурах: «Бюро 5», «10-й Відділ», «офіс-2» військової розвідки і управління військової розвідки.
Після проголошення республіки в Румунії 30 грудня 1947 р. розвідувальне управління Генерального штабу Румунії зазнало організаційних змін щодо обов'язків. Контррозвідувальна діяльність була переведена до відділу військової безпеки.
Після румунської революції 1989 р. Міністерство оборони Румунії мало три відомчі структури інформації:
- військової розвідки (рум. DIM),
- Управління охорони та військової безпеки (рум. DPSM) і
- Департамент захисту інформації (рум. SPI).

Остання структура була згодом інтегрована в Управління охорони та військової безпеки. Військова розвідка була створена відповідно до Закону № 41 від 1990 року та Закону № 51 від 1991 р.. До 1993 р. згадана розвідка називалася «Науково-дослідний відділ армії». Його основна мета була розкриття та здобуття відомостей про загрози військовому потенціалові держави, особливо від сусідніх держав: Україна, Молдова, Сербія, Угорщина, Болгарія. На посади зазначеної структури вступили колишні співробітники Управління військової розвідки (рум. Direcţii de Informaţii a Armatei, DIA), існувавшої до 1989 року.
Поточна робота контролювалася і координувалася начальником Генерального штабу ЗС Румунії. Управління охорони та військової безпеки було створене у квітні 1990 р. і мало теж непевну юридичну основу. Мало суперечності в діяльності, наборі персоналу в Міністерстві національної оборони Румунії і при виявленні шпигунів, агентів вивідування військових територій в Румунії. Загалом було близько 700 службовців, а керівник військової розвідки був підпорядкований безпосередньо міністрові оборони Румунії.
Головне управління розвідки Міністерства оборони Румунії було створене 1 липня 1999 року Постановою Уряду Румунії № 385 від 18 травня 1999 року і наказом Міністра Національної оборони Румунії № 69 від 23 червня 1999 року.
У вересні 2010 року була створена оперативна бригада військової розвідки.
Колишній керівник Департаменту захисту інформації полковник Ґеорґе Ілє повідомив пресі, що IT структури відчувають проблеми зі збереженням військової таємниці: секретну інформацію дуже важко визначити і освоїти протягом короткого часу. Але інтелект — це національне надбання, яке має бути захищене. У Румунії військова цензура впливала на передачу через Департамент зі зв'язків з громадськістю армії відомостей у ЗМІ. У Румунії був брак правового акту, що регулює захист інформації. Тому, Ґеорґе Ілє зазначив, що у період перехідної економіки Румунія переживає зміни соціального процесу, але повинно бути визначене що захищене, а що ні. Поширення інформації є грою з ризиком і ціною; захист інформації вимагає певних матеріальних витрат, а нездатність захистити має певні ризики.

## Структура
Організована в двох управліннях:

- Управління військової розвідки (рум. Direcția Informații Militare — розвідка)
- Управління військової безпеки (рум. Direcţia Siguranță Militară — контррозвідка)

## Керівники
| Керівники Головного управління військової розвідки Румунії |                                |          |
| Період                                                     | Особа                          | Примітки |
| до 2009 року                                               | генерал Франциск Радіч         |          |
| по 2009 році                                               | генерал Ґеорґе Саву            |          |
| 2014 р.                                                    | генерал-лейтенант Маріан Гапау |          |

## Завдання
Обов'язки Головне управління військової розвідки Румунії полягають у наступному:

1. отримання, обробка, перевірка, зберігання і відновлення інформації та даних про фактори ризику і внутрішніх і зовнішніх загроз, військових і невійськових, які могли б вплинути на національну безпеку в румунській армії[7];
2. застосування заходів протидії у співробітництві вказаних двох управлінських служб та національними відомчими структурами з державами-членами спілки, коаліцій та міжнародних організацій, в яких Румунія є учасником, і забезпечення національної безпеки секретної інформації, у НАТО та Європейському Союзі[7]

## Співтовариство розвідки Румунії
18 листопада 2005 р. влада оголосила про рішення Верховного ради оборони країни (рум. Secretarul Consiliului Suprem de Aparare a Tarii - CSAT) на чолі з президентом Траяном Басеску про створення вищої, координуючої ланки румунської розвідки, що отримала назву «Національне розвідувальне співтовариство» (рум. Comunitatea Nationala de Informatii - CNI). На яку були покладені обов'язки з координації діяльності всіх силових структур країни, що мають відношення до збору розвідувальної інформації — 

- контррозвідка (рум. Serviciul Roman de Informatii - SRI),
- служба зовнішньої розвідки (рум. Serviciul de Informatii Externe - SIE),
- розвідка міністерства оборони (рум. Directia Generala de Informatii a Apararii - DGIA), а також
- міністерство юстиції та міністерства внутрішніх справ.

Крім цього, румунському розвідувальному співтовариству належало зайнятися централізованою обробкою інформації, яка збирається згаданими структурами, і поширенням аналітичних матеріалів для вищих органів влади — канцелярії президента і прем'єр-міністра, а також керівникам відповідних комісій парламенту Румунії. У 2005 р. — Співтовариство розвідки Румунії очолив генерал-лейтенант Серґіу Ґеорґе Медар
У 2006 р. було всього сім спецслужб у Румунії з Національним органом для перехоплення повідомлень, і Служби розвідки Румунії (рум. Serviciul Român de Informații, sigle (SRI)).
Румунія має 571 офіцера розвідки проти 89 аналогічних службовців у Німеччині та 98 — у Франції.